# Sanchezia
Sanchezia, tạm phiên âm là cây Xăng-sê, là chi thực vật có hoa trong họ Acanthaceae.

## Các loài
Gồm một số loài như 
- Sanchezia lampra
- Sanchezia nobilis Hook.f.
- Sanchezia oblonga
- Sanchezia ovata Ruiz & Pav.
- Sanchezia parvibracteata
- Sanchezia parviflora
- Sanchezia peruviana
- Sanchezia putumayensis
- Sanchezia sericea
- Sanchezia speciosa Leonard

## Phân bố
- Huyện miền núi Tây Giang (tỉnh Quảng Nam). Huyện Hòa Vang (thành phố Đà Nẵng)
- Huyện miền núi Chiêm Hóa, Na Hang (tỉnh Tuyên Quang)

## Công dụng
Diệt khuẩn Helicobacter Pylori (HP) chữa viêm loét dạ dày tá tràng và viêm đại tràng. Cách dùng: lấy vài lá tươi rửa sạch và nhai sống với một hạt muối là cắt cơn đau lập tức, dùng một thời gian thì khỏi hẳn. Ngoài việc ăn sống còn có thể sắc lá khô thay nước chè uống hằng ngày.

## Hình ảnh

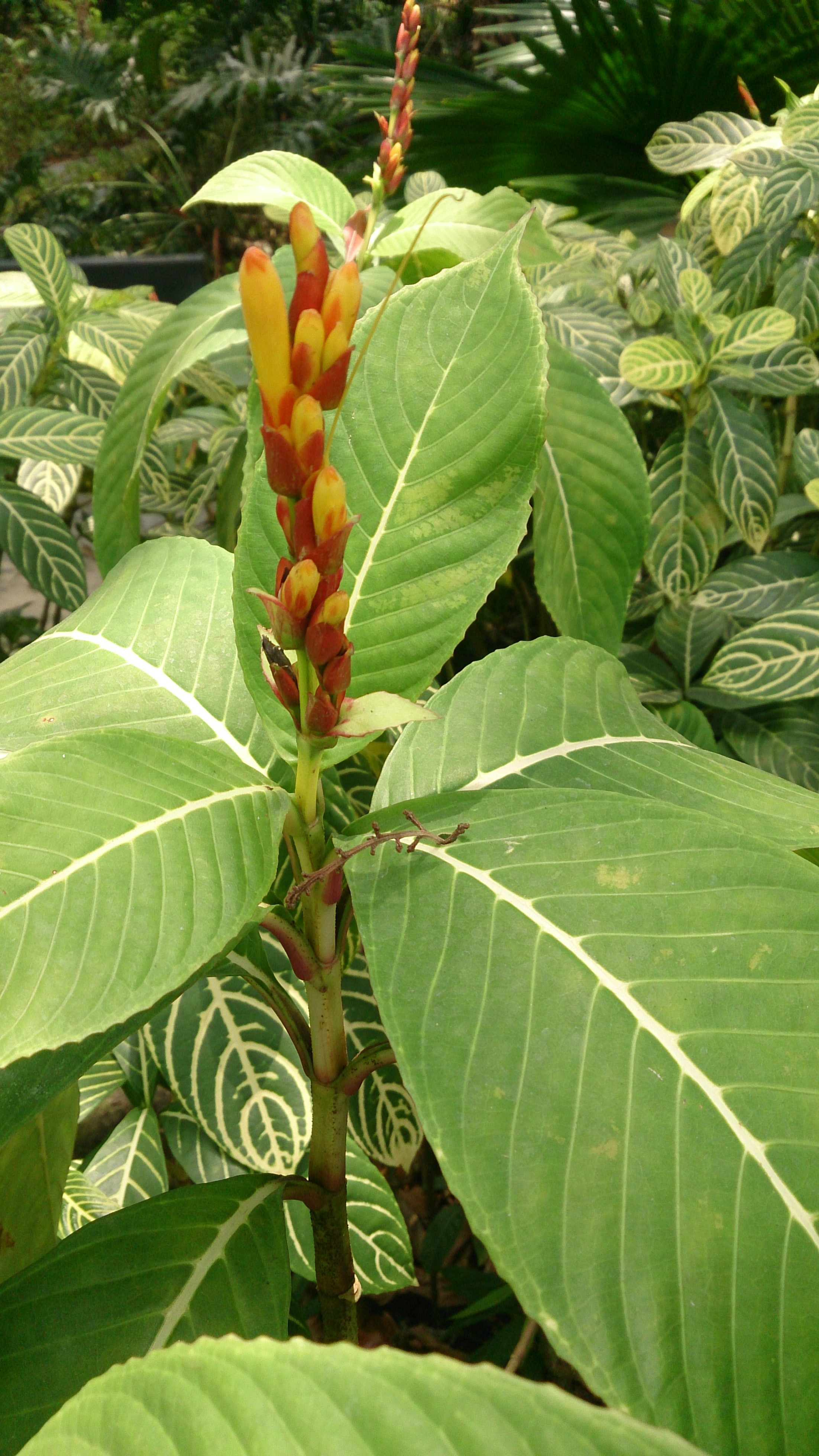
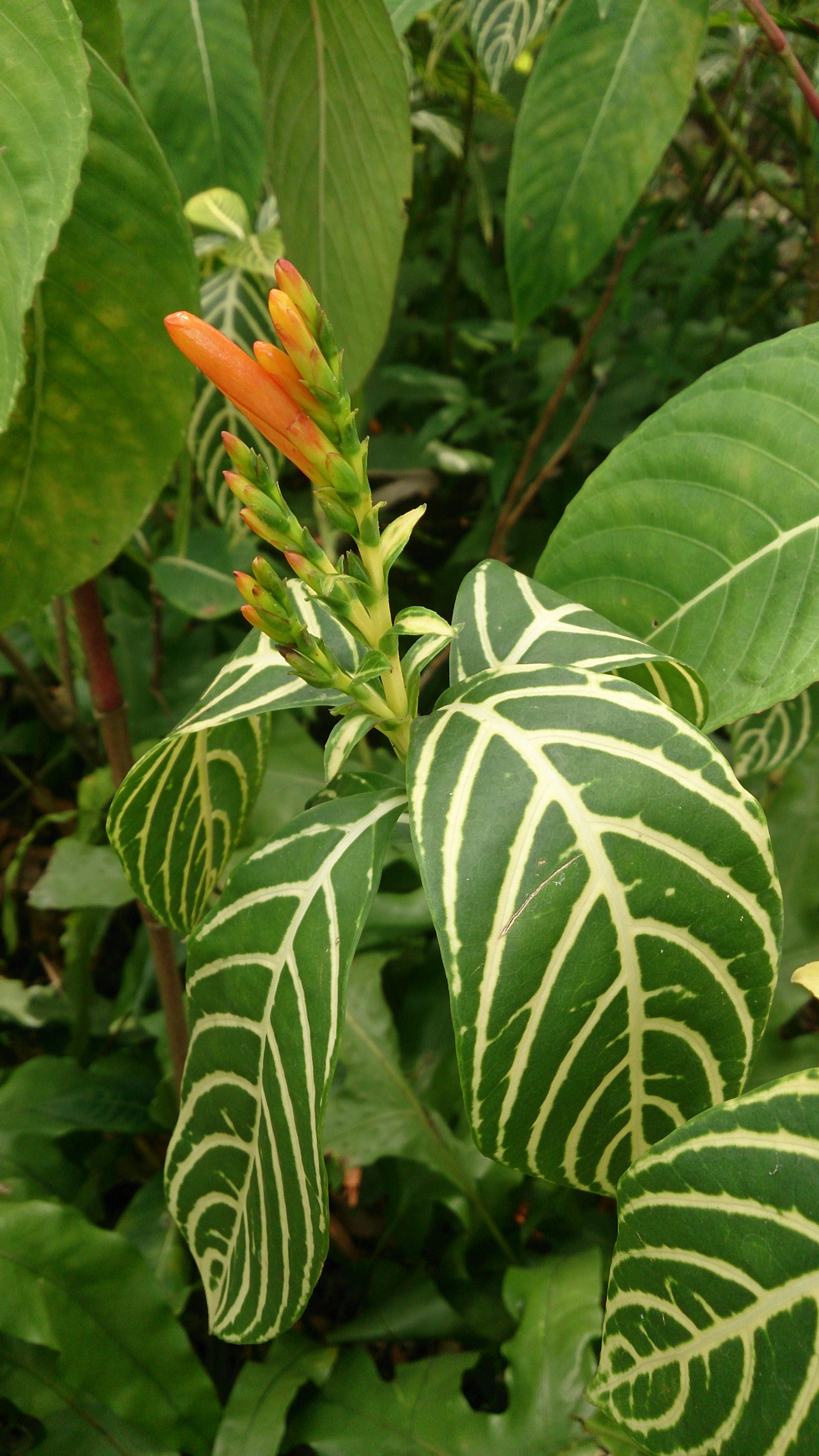
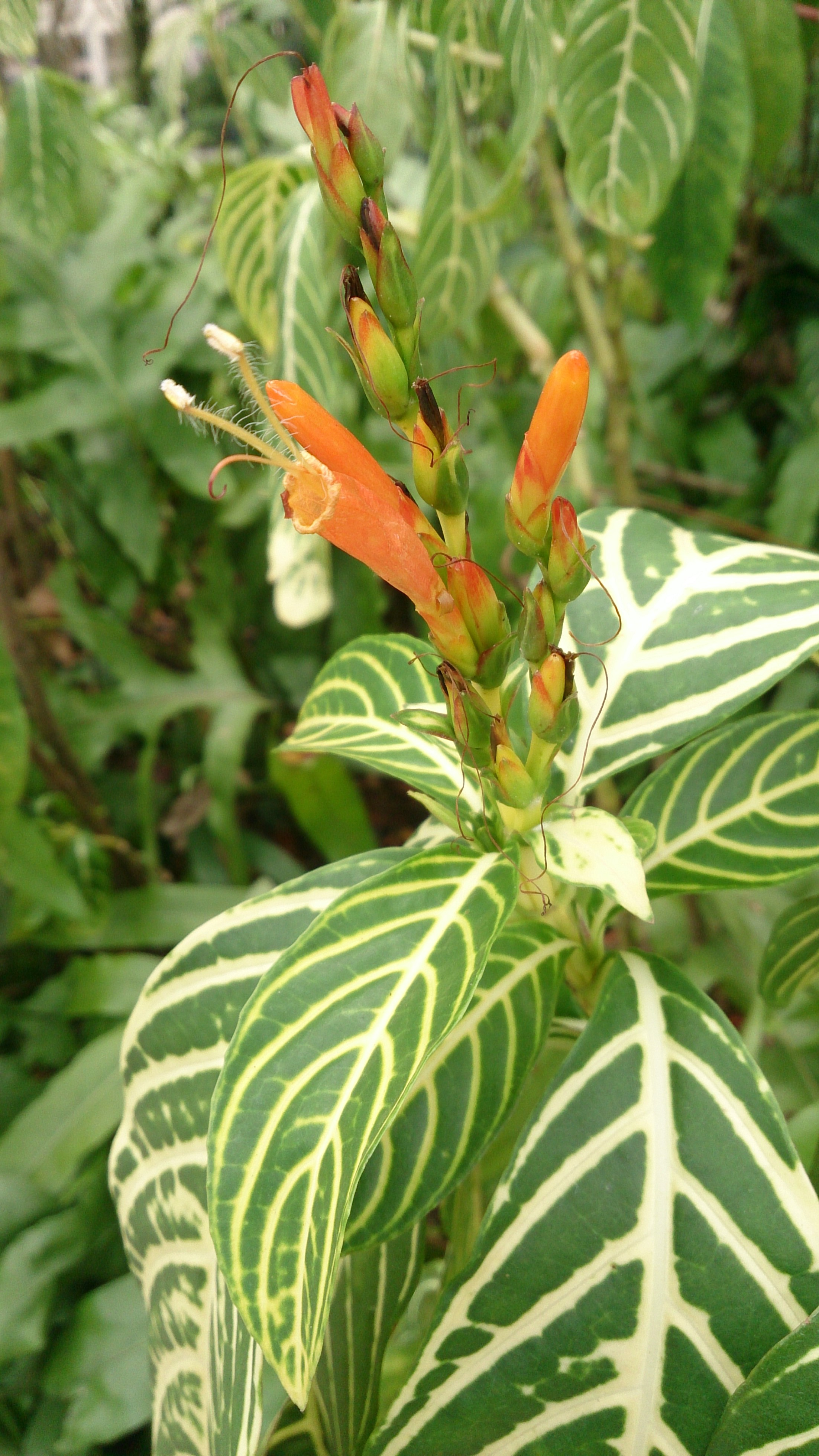
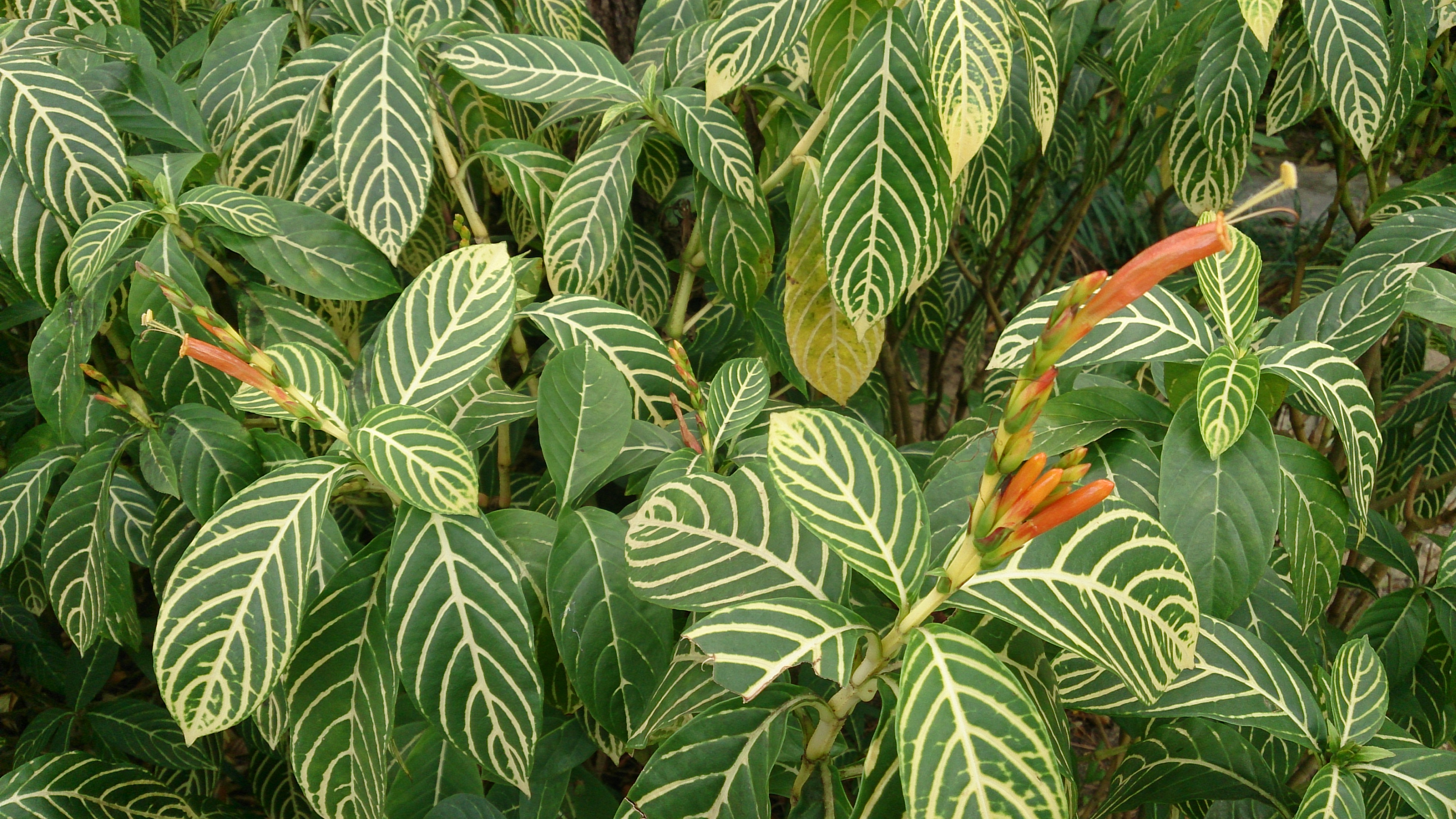
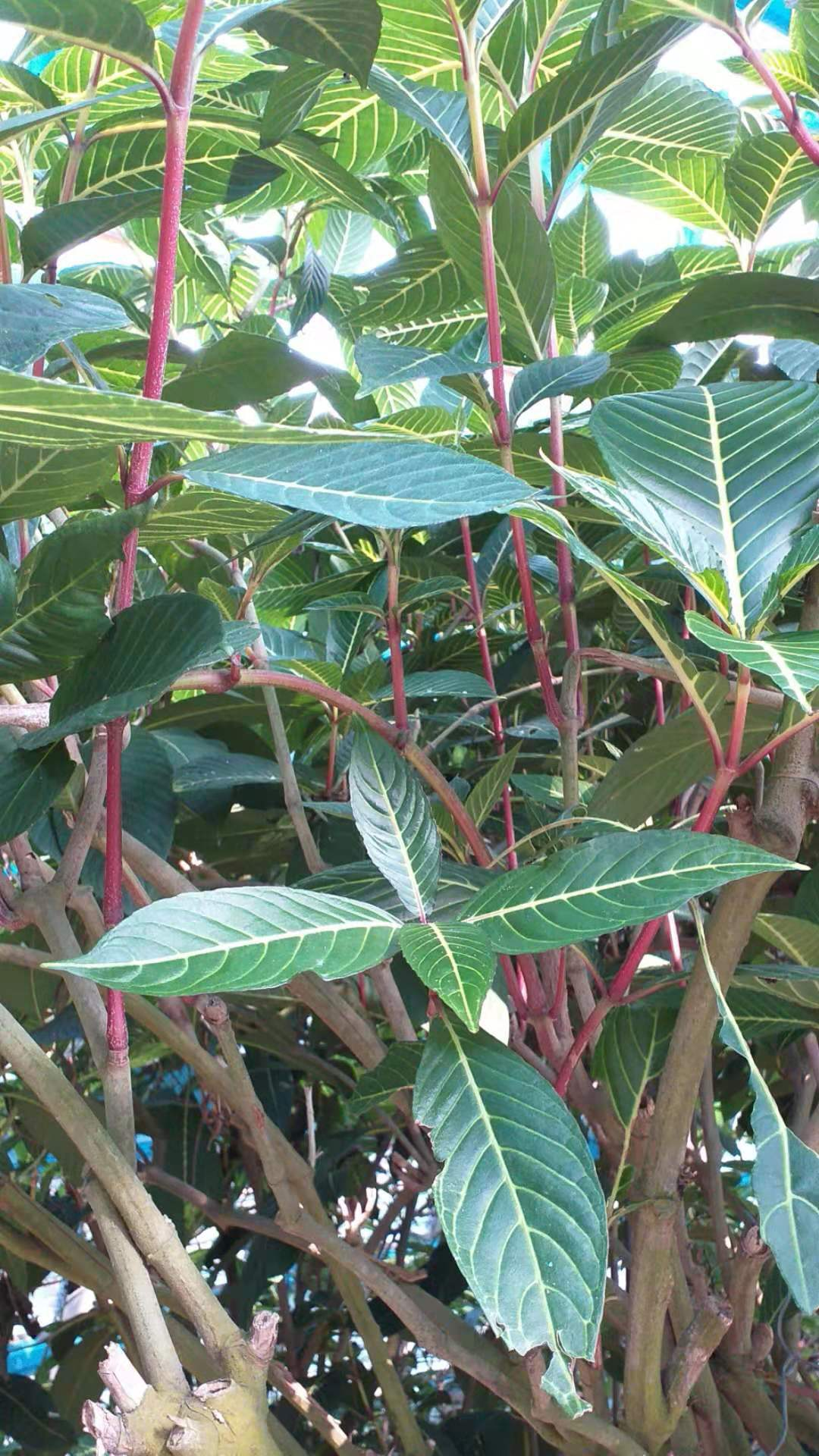
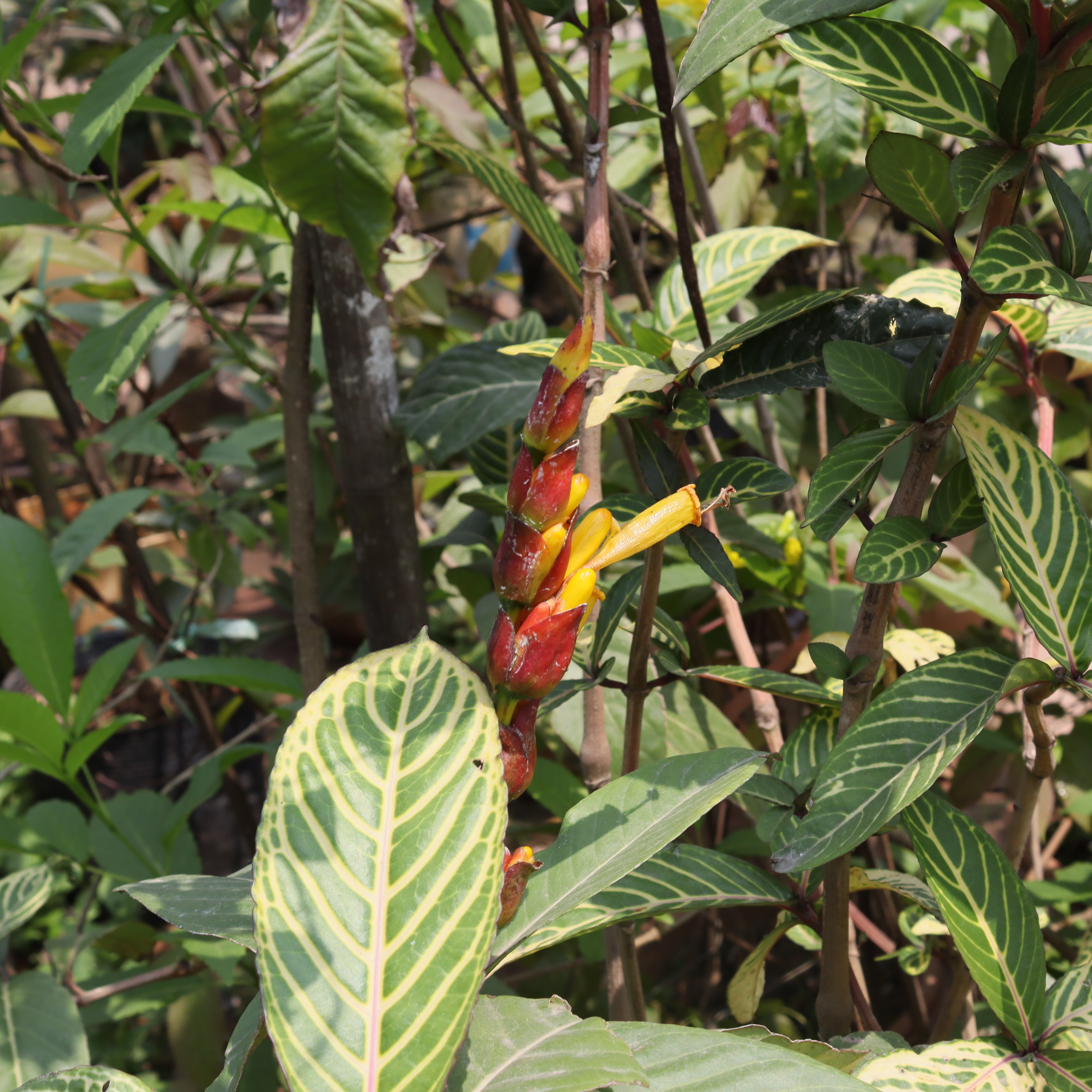
Cụm hoa của cây xăng sê (Sanchezia speciosa)